# Coleophora tersocoma
Coleophora tersocoma é uma espécie de mariposa do gênero Coleophora pertencente à família Coleophoridae.